# Kreis Nyíradony
Der Kreis Nyíradony (ungarisch Nyíradonyi járás) ist ein Kreis im Osten des ostungarischen Komitats Hajdú-Bihar. Er grenzt im Westen an den Kreis Debrecen und im Süden an den Kreis Derecske. Im Norden bildet das Komitat Szabolcs-Szatmár-Bereg die Grenze, im Osten liegen vier Gemeinden nahe an der Grenze zu Rumänien (Județul Bihor).

## Geschichte
Der Kreis wurde im Rahmen der Verwaltungsreform in Ungarn Anfang 2013 neugegründet aus Teilen des Kleingebiets Derecske-Létavértes (ungarisch Derecske-Létavértesi kistérség) (15,9 % der Gesamtfläche) und des Kleingebiets Hajdúhadház (ungarisch Hajdúhadházi kistérség) (85,9 % der Gesamtbevölkerung).

## Gemeindeübersicht
Der Kreis Nyíradonyhat eine durchschnittliche Gemeindegröße von 3.298 Einwohnern auf einer Fläche von 56,70 Quadratkilometern. Die Bevölkerungsdichte des drittbevölkerungsärmsten Kreises liegt unter dem Wert des gesamten Komitats. Der Verwaltungssitz befindet sich in der größten Stadt, Nyíradony, im Norden des Kreises gelegen.
| Gemeinde        | Status       | Herkunft Kleingebiet | Einwohnerzahl | Einwohnerzahl | Einwohnerzahl | Fläche (km²) | Bevölkerungs- dichte (Ew./km²) |
| Gemeinde        | Status       | Herkunft Kleingebiet | 01.10.2011    | 01.01.2013    | 01.01.2016    | 01.01.2016   | Bevölkerungs- dichte (Ew./km²) |
| --------------- | ------------ | -------------------- | ------------- | ------------- | ------------- | ------------ | ------------------------------ |
| Álmosd *        | Gemeinde     | Derecske-Létavértes  | 1.645         | 1.672         | 1.624         | 34,13        | 47,6                           |
| Bagamér *       | Großgemeinde | Derecske-Létavértes  | 2.476         | 2.523         | 2.526         | 47,02        | 53,7                           |
| Fülöp *         | Gemeinde     | Hajdúhadház          | 1.769         | 1.761         | 1.766         | 55,95        | 31,6                           |
| Nyírábrány *    | Großgemeinde | Hajdúhadház          | 3.722         | 3.798         | 3.743         | 55,59        | 67,3                           |
| Nyíracsád       | Gemeinde     | Hajdúhadház          | 3.861         | 3.871         | 3.804         | 74,92        | 50,8                           |
| Nyíradony       | Stadt        | Hajdúhadház          | 7.585         | 7.778         | 7.714         | 96,57        | 79,9                           |
| Nyírmártonfalva | Gemeinde     | Hajdúhadház          | 2.075         | 2.061         | 2.045         | 57,48        | 35,6                           |
| Újléta          | Gemeinde     | Hajdúhadház          | 1.054         | 1.061         | 1.134         | 30,42        | 37,3                           |
| Vámospércs      | Stadt        | Hajdúhadház          | 5.347         | 5.321         | 5.322         | 58,20        | 91,4                           |
| Kreis Nyíradony |              |                      | 29.534        | 29.846        | 29.678        | 510,28       | 58,2                           |

* Grenzgemeinde zu Rumänien